# Edward Herman
Edward Antoni Herman (ur. 22 kwietnia 1937 w Katowicach, zm. 13 kwietnia 2009 tamże) – polski piłkarz grający na pozycji napastnika.

## Życiorys
Z zawodu elektryk. Pseudonim boiskowy „Eda”, „Kolyba”. Wychowanek Dębu Katowice. W Ruchu Chorzów grał w latach 1964–1972, rozgrywając 179 spotkań, w których zdobył 74 gole. Siedem z tych goli to bramki zdobyte w Wielkich Derbach Śląska. Pod koniec kariery przeszedł do Tychów, gdzie grał od 1972 do 1975 roku. W sezonie 1974/75 ponownie występował na boiskach ekstraklasy, zaliczając 22 mecze i 2 gole. Z drużyną Niebieskich zdobył mistrzostwo Polski w 1968 roku. Był reprezentantem kraju drużyny juniorów oraz młodzieżówki. Bojowy napastnik, łowca goli, aktor w fingowanych faulach rywali na ich polu karnym.
W ekstraklasie zadebiutował późno, bo dopiero w wieku 27 lat, co nie pozwoliło na pełny rozwój kariery piłkarskiej tego utalentowanego napastnika. Edward Herman pochodził z rodziny o bogatych tradycjach piłkarskich. Ojciec Edwarda – Antoni Herman był przedwojennym ligowcem w barwach Dębu, jego wujek Richard Herrmann, także wychowanek Dębu Katowice, był reprezentantem Niemiec, w 1954 roku zdobył Puchar Świata.